# Олбани (Илиноис)
Олбани (енгл. Albany) град је у америчкој савезној држави Илиноис.

## Демографија
По попису из 2010. године број становника је 891, што је 4 (-0,4%) становника мање него 2000. године.
| Група             | 2000.       | 2010.       |
| Белци             | 881 (98,4%) | 862 (96,7%) |
| Афроамериканци    | 6 (0,7%)    | 1 (0,1%)    |
| Азијати           | 0 (0,0%)    | 3 (0,3%)    |
| Хиспаноамериканци | 5 (0,6%)    | 20 (2,2%)   |
| Укупно            | 895         | 891         |